# Río Bensbach
El río Bensbach es un río localizado al suroeste de Papúa Nueva Guinea. Está situado al este del río Maro, en la regencia de Merauke (Indonesia), y al oeste del río Morehead, en Papúa Nueva Guinea.
La desembocadura del río, el estuario de Torasi, marca parte del límite extremo sur entre Papúa Nueva Guinea e Indonesia.
El río tiene muchos meandros y es bastante estrecho. Desde la desembocadura, se extiende en dirección aproximadamente noreste, por lo que se encuentra íntegramente en territorio de Papúa Nueva Guinea. Atraviesa la sabana y los pastizales de Trans-Fly, incluida la zona de gestión de la fauna salvaje de Tonda.
Los europeos descubrieron el río el 27 de febrero de 1893, y Sir William MacGregor le dio el nombre de Jacob Bensbach, residente holandés en Ternate. La población local lo llama Torassi (a veces deletreado Torasi).
En la zona del río Bensbach se hablan lenguas tonda.